# Camillo Ruggera

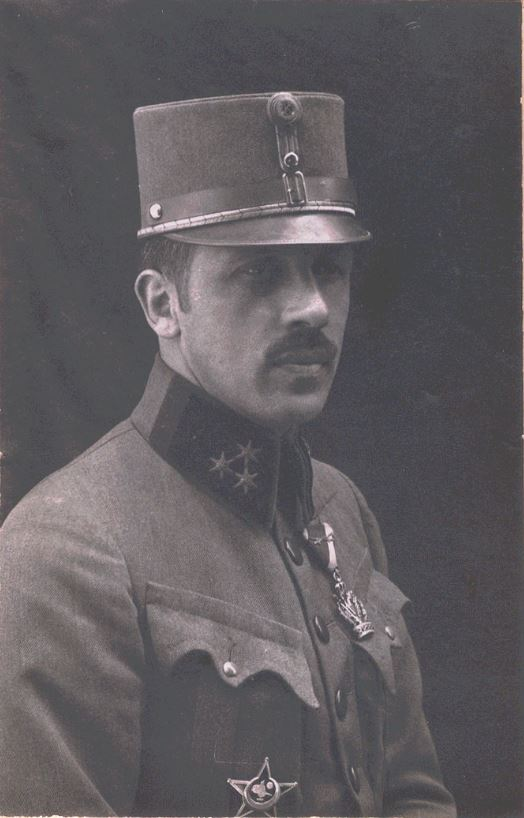
Hauptmann Camillo Ruggera

Camillo Ruggera, auch Kamillo Ruggera, (* 27. August 1885 in Predazzo (damals Tirol, heute Trentino); † 29. Januar 1947 in Hof), war ein k.u.k. österreich-ungarischer Offizier, zuletzt General der Flakartillerie der deutschen Luftwaffe im Zweiten Weltkrieg. Er wuchs im Italienisch sprechenden Teil Südtirols (Welschtirol) auf.

## Leben
Beförderungen
- 18. August 1904 Kadettoffiziersstellvertreter
- 1. November 1905 Leutnant
- 1. November 1911 Oberleutnant
- 1. Januar 1915 Hauptmann
- 1. Januar 1920 Major
- 1. Januar 1921 Oberstleutnant
- 26. März 1928 Oberst
- 1. April 1938 Generalmajor
- 1. November 1939 Generalleutnant
- 1. Dezember 1940 General der Flakartillerie

### Frühe Jahre und Erster Weltkrieg
Ruggera trat am 18. August 1904 als Kadettoffizierstellvertreter in das 3. Tiroler Kaiserjäger-Regiment ein. Von dort wurde er vom 10. Oktober 1909 bis 9. Oktober 1912 zur Kriegsschule in Wien delegiert. Anschließend wurde er ab dem 10. Oktober 1912 als Generalstabsoffizier zur 94. Infanteriebrigade bzw. nach dessen Umwandlung in die 94. Infanterietruppendivision zum 1. August 1914 dorthin versetzt. Nach Ausbruch des Ersten Weltkrieges wechselte Ruggera in selbiger Position am 22. September 1914 zum Stab des V. Korps-Kommandos über. Dort verblieb er bis zum 6. Oktober 1914. Zum 7. Oktober 1914 wechselte er als Generalstabsoffizier der 66. Infanteriebrigade, wo er am 24. November 1914 verwundet wurde. Nach einem längeren Hospitalaufenthalt kehrte Ruggera zum Frontdienst zurück und wurde am 9. Februar 1915 Generalstabsoffizier in der 94. Infanterietruppendivision. Die gleiche Funktion übte Ruggera anschließend vom 23. September 1915 bis 10. September 1916 bei der 12. Gebirgs-Brigade aus. Nach einer mehrmonatigen Erkrankung (11. September bis 11. November 1916) wurde er am 12. November 1916 als Generalstabsoffizier beim Stab des XX. Korps-Kommandos eingesetzt. Anschließend kam er zum 24. Januar 1917 in selbiger Funktion zur Nachrichten-Abteilung des k.u.k. Armee-Oberkommandos, wo er allerdings nur bis zum 11. April 1917 verblieb. Zum 12. April 1917 nahm er seinen Dienst als Generalstabsoffizier in der Operations-Abteilung des k.u.k. Armee-Oberkommandos auf, wo er am 29. Oktober 1918 aufgrund seiner italienischen Muttersprache als Parlamentär zur Aufnahme von Waffenstillstandsverhandlungen bei Serravalle all’Adige nördlich von Ala im Etschtal kommandiert wurde. Bei den späteren Waffenstillstandsverhandlungen in der Villa Giusti war er ebenfalls persönlich zugegen und einer der Unterzeichner des Waffenstillstandsprotokolls.

### 1. Österreichische Republik
Am 28. November 1918 schied Ruggera aus seiner bisherigen Funktion aus und arbeitete bis zum 2. Februar 1920 als Referent für Italien und Schweiz beim Staatsamt für Heerwesen. Im Anschluss hieran war er vom 3. Februar 1920 bis Ende August 1920 Referent in der Abteilung für zwischenstaatlichen Verkehr im Staatsamt für Heerwesen sowie danach von September 1920 bis März 1921 Referent in der dortigen Abteilung 2. Vom 1. April 1921 bis Ende August 1922 fungierte Ruggera als Lehrer beim Kommando der Truppenschulen im Ministerium für Heerwesen. Am 1. September 1922 stieg Ruggera zum Chef des Stabes der 1. Brigade auf; eine Funktion, die er bis Ende Juli 1926 innehielt. Nach einem kurzzeitigen Einsatz von August bis Oktober 1926 bei der Infanterie-Waffenschule fungierte er ebenda von November 1926 bis Oktober 1927 erneut als Lehrer. Zum 1. November 1927 wurde Ruggera in den Stab des Brigade-Kommandos 1 versetzt, von wo aus er am 1. April 1928 als Referent in die Abteilung 2 zum Bundesministerium für Heerwesen zurückkehrte.
Am 1. Februar 1928 wurde Ruggera zum Chef des Stabes der 3. Brigade ernannt. Dort stieß Ruggera aufgrund seiner offenen Gesinnung zum Nationalsozialismus bald auf steigendes Misstrauen bei seinen Vorgesetzten. Dieser eskalierte Ende Februar 1932, als Ruggeras Vorgesetzter ihm Unfähigkeit bei der Ausübung seiner Geschäfte bescheinigte. Daraufhin wurde Ruggera seines Kommandos enthoben, kaltgestellt und bei der Militär-Fachprüfungskommission im Kriegsarchiv auf Eis gelegt. Dort arbeitete Ruggera an dem Werk Österreich-Ungarns letzter Krieg mit. Während dieser Zeit trat Ruggera, trotz Aufnahmeverbots von österreichischen Offizieren, zum 1. April 1933 der NSDAP bei (Mitgliedsnummer 1.603.272). Am 1. Mai 1933 wurde Ruggera aufgrund seiner nationalsozialistischen Einstellung unter Wartegebühr beurlaubt und am 28. Februar 1937, als einziger Generalstabsoffizier Österreichs aus politischen Gründen, nicht wieder in den aktiven Dienst gestellt, in die Reserve versetzt und pensioniert. Ruggera selbst fungierte während dieser Zeit ab Herbst 1935 als Stabsleiter der 6. SA-Brigade und stieg dort sehr bald zum Stabsleiter der sogenannten S-Gruppe, eine Spezialgruppe der 5. und 6. SA-Brigade, auf. Hier trug er die Dienstbezeichnung SA-Sturmhauptführer. Über weitere Aktivitäten in der SA bis Februar 1938 liegen keine gesicherten Erkenntnisse vor.

### Wehrmachtkarriere
Drei Tage nach dem Anschluss Österreichs an das Deutsche Reich am 12. März 1938 trat Ruggera am 15. März 1938 der deutschen Wehrmacht bei, wo er zunächst Mitglied der Kommission für die Begutachtung der Reaktivierungsgesuche bei der Abwicklungsstelle des Ministeriums für Landesverteidigung in Wien. Hier wurde Ruggera am 1. April 1938 zum Generalmajor befördert. Ende Mai 1938 schied Ruggera aus dem Heer aus und trat zum 1. Juni 1938 zur Luftwaffe über. Dort wurde er bis Ende Januar 1939 zum Stab des Luftwaffengruppen-Kommandos 1 abkommandiert. Dieser Stab wurde zum 1. Februar 1939 sodann in das Luftflotten-Kommando 1 umbenannt. Ruggera blieb in diesem Stab bis zum 14. Mai 1939 und wurde am Folgetag zum Wehrwirtschaftsstab im Oberkommando der Wehrmacht abkommandiert. Dort war er bis Ende September 1939 eingesetzt und mit Wirkung zum 30. September 1939 zum Kommandierenden General und Befehlshaber im Luftgau II (Posen) ernannt. Diese Position hielt Ruggera, der am 1. Dezember 1940 in dieser Funktion zum General der Flakartillerie befördert worden war, bis zum 17. Februar 1941 inne. Anschließend war er vom 20. Februar bis 23. Juli 1941 Offizier zur besonderen Verwendung beim Oberbefehlshaber der Luftwaffe. Zum 24. Juli 1941 wurde er zum Wehrersatz-Inspekteur Düsseldorf ernannt. Am 30. November 1942 schied Ruggera wegen eines Herzleidens auf eigenen Wunsch aus dem aktiven Wehrdienst aus und wurde in den Ruhestand versetzt. Eine Reaktivierung erfolgte bis Kriegsende nicht mehr.

## Auszeichnungen
- Eisernes Kreuz (1914) II. Klasse
- Militär-Jubiläumskreuz
- Orden der Eisernen Krone III. Klasse mit Kriegsdekoration und Schwertern (jedoch ohne eine Erhebung in den Adelstand)
- Militärverdienstmedaille (Signum Laudis)
  - Bronzene Medaille am Bande des Militär-Verdienstkreuzes
  - Silberne Medaille am Bande des Militär-Verdienstkreuzes mit Schwertern
- Verwundetenmedaille mit 1. Mittelstreifen
- Türkischer Eiserner Halbmond
- Militär-Verdienstkreuz III. Klasse mit Kriegsdekoration und Schwertern (zweifache Verleihung)
- Ehren-Denkmünze für Tapferkeit I. Klasse für Offiziere in Silber
- Ehrenkreuz des Weltkrieges mit Schwertern
- Wehrmacht-Dienstauszeichnung IV. bis I. Klasse